# Austrolimnophila echidna
Austrolimnophila echidna är en tvåvingeart. Austrolimnophila echidna ingår i släktet Austrolimnophila och familjen småharkrankar.

## Underarter
Arten delas in i följande underarter:
- A. e. echidna
- A. e. echidnoides